# هاتلکریمس‌کیرکیا
هاتلکریمس‌کیرکیا (ایسلندی: Hallgrímskirkja, تلفظ ایسلندی: [ˈhatl̥krimsˌcʰɪr̥ca]‏) یا کلیسای هاتلکریمور یادبود ملی ایسلند و کلیسای لوتریانیسم واقع در ریکیاویک است. نام آن به افتخار شاعر و روحانی قرن هفدهمی ایسلندی هاتلکریمور پتورشون گذاشته شده‌است.
ساخت کلیسا در سال ۱۹۸۶ با معماری اکسپرسیونیستی و طراحی گودیون ساموئلسون به پایان رسید. با برجی به ارتفاع ۷۴٫۵ متر، کلیسای هاتلکریمور بلندترین عمارت ایسلند به حساب می‌آید.

## نگارخانه

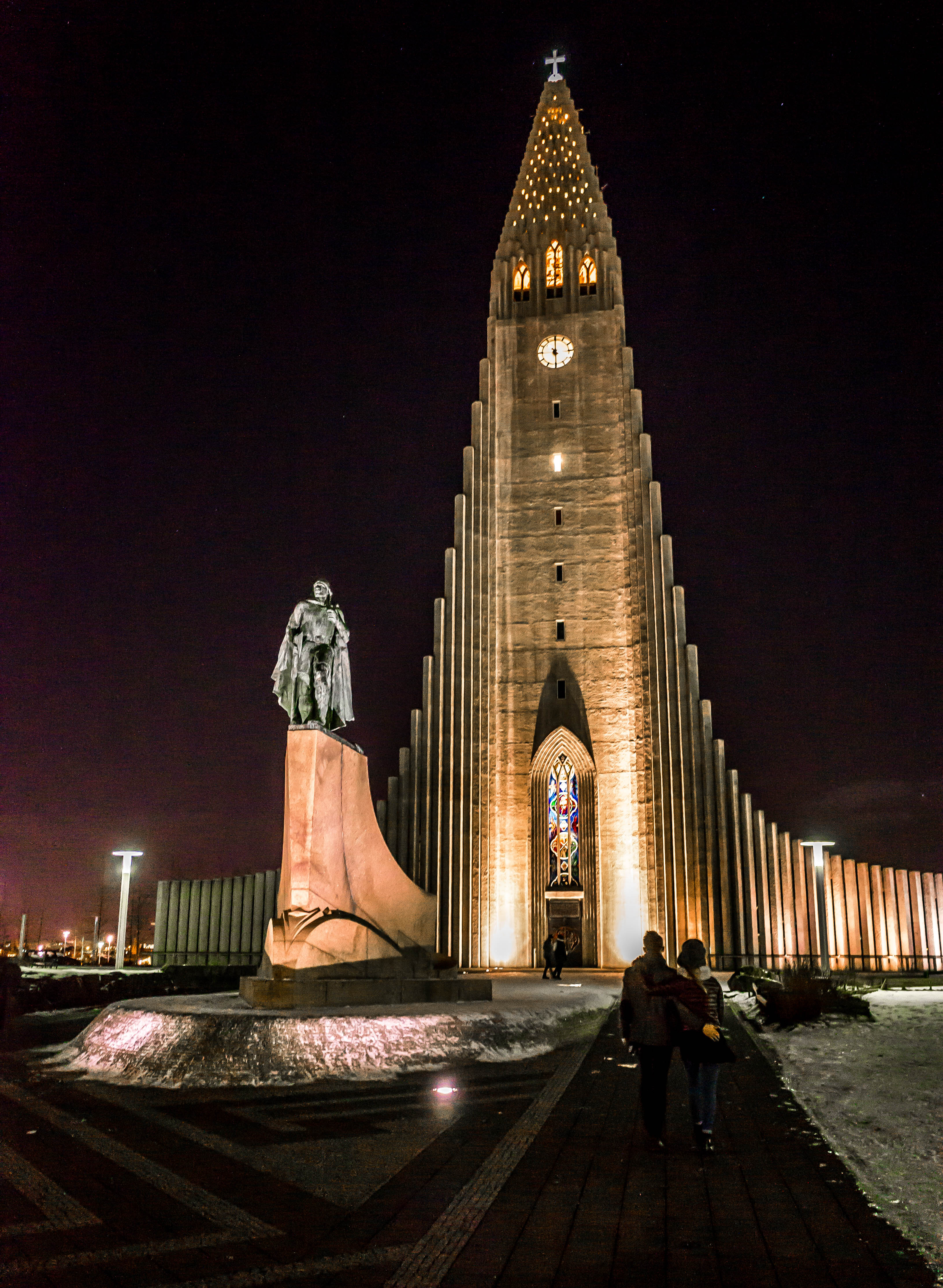
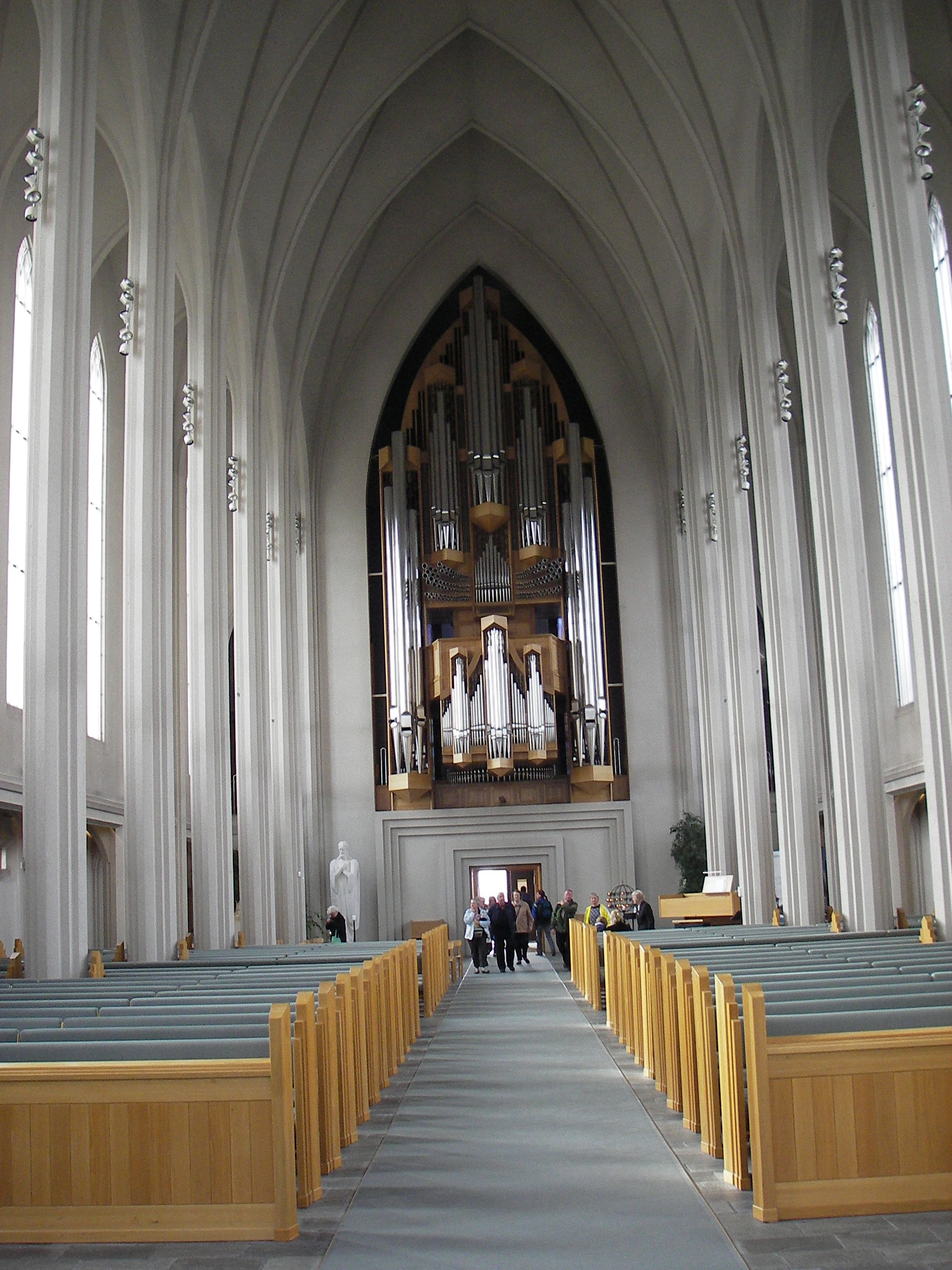
داخل کلیسا
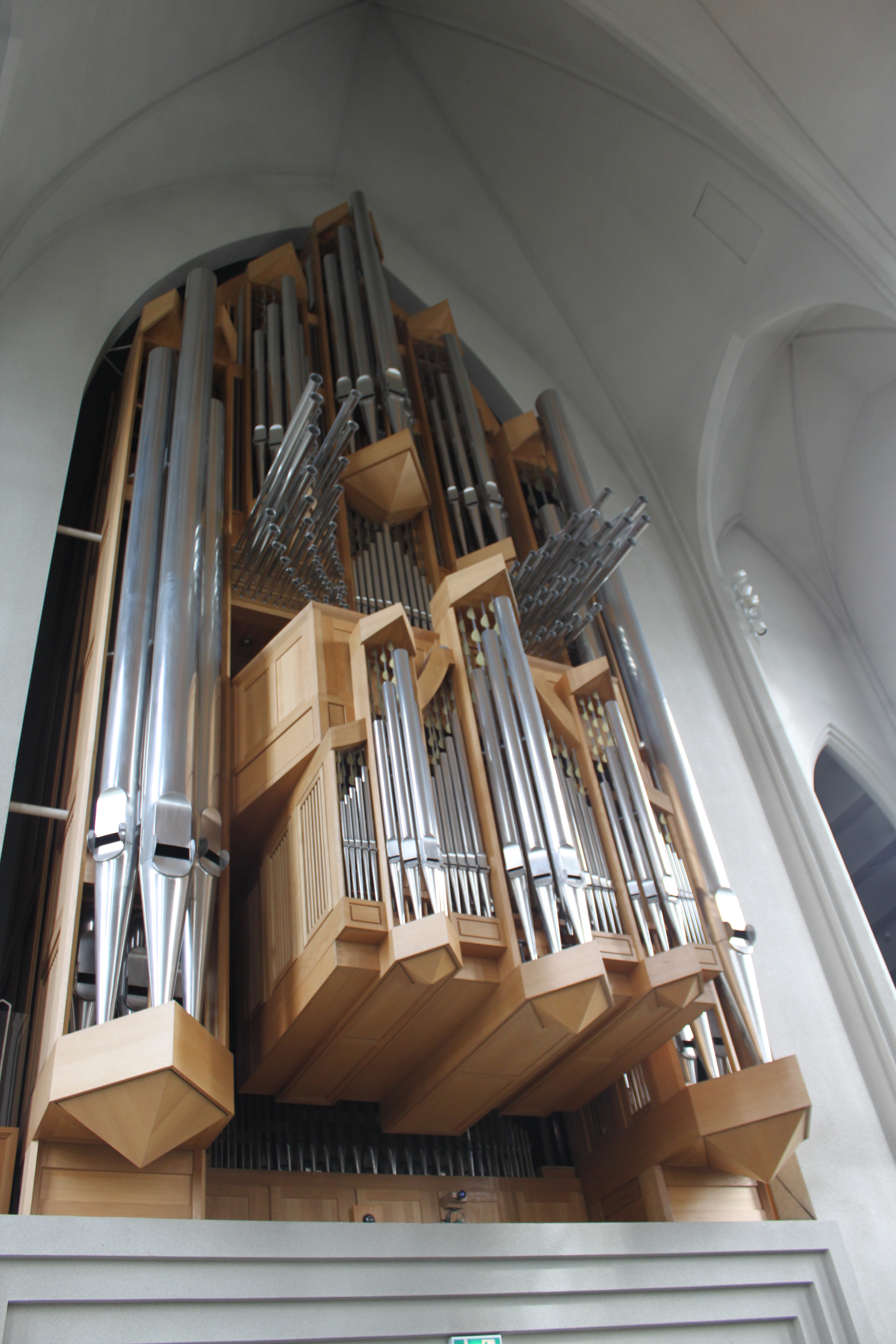
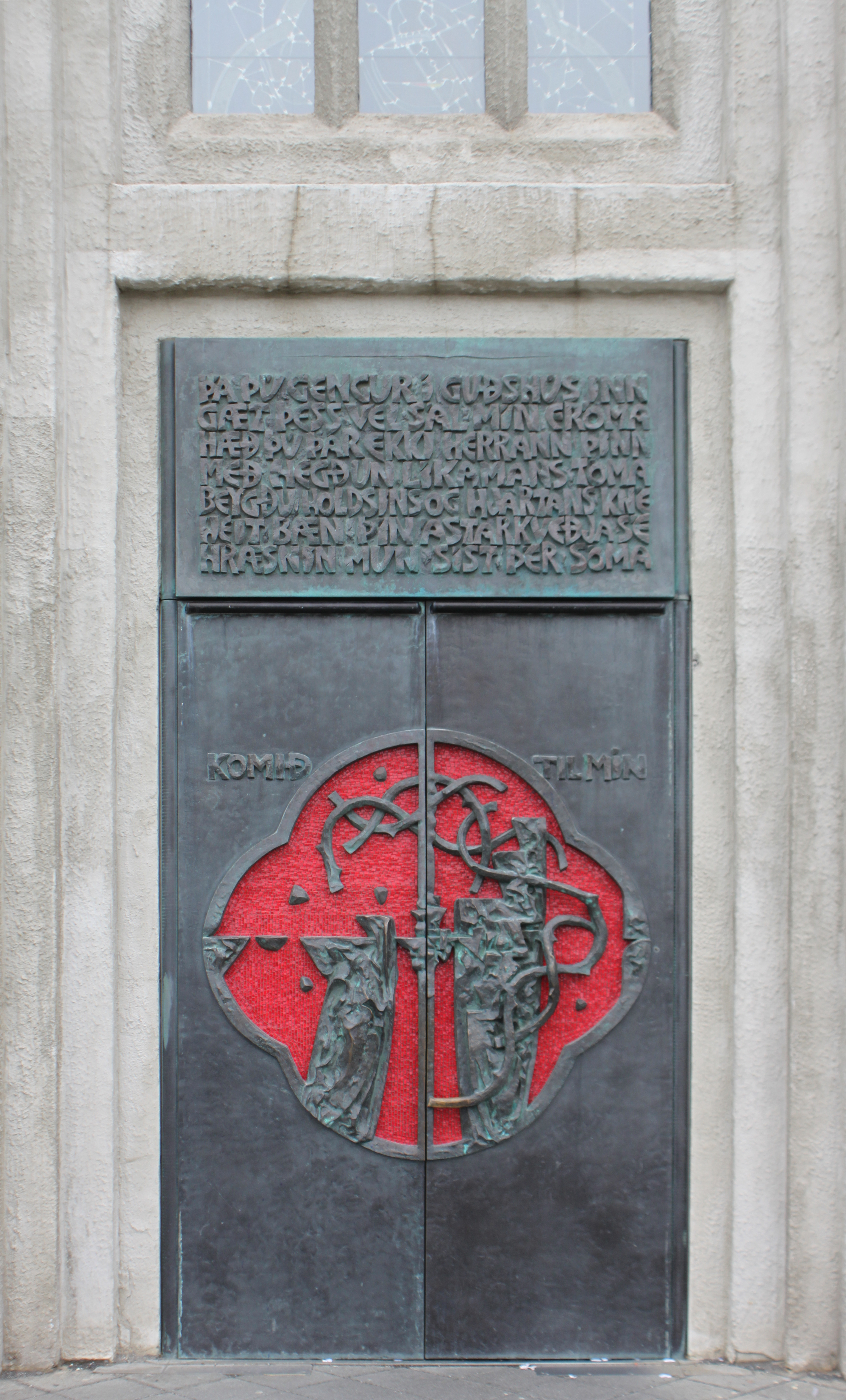
در اصلی